# 骨盤底
骨盤底あるいは骨盤横隔膜は、肛門挙筋の筋線維、尾骨筋、および骨盤の下の領域にまたがる関連する結合組織で構成される組織である。骨盤横隔膜は、肛門挙筋と尾骨筋によって形成される筋肉の仕切りであり、上部と下部に壁側骨盤筋膜が含まれている場合がある。骨盤底は、上の骨盤腔と下の会陰を含む領域を分離する。男性と女性の両方が骨盤底を持つ。産道に対応するために、女性の骨盤腔は男性よりも大きくなっている。
いくつかの文献は骨盤底と骨盤横隔膜を同一のものとせず、「横隔膜」は肛門挙筋および尾骨筋だけを含み、「骨盤底」はこの他に会陰膜と深会陰ポーチをも含むとする 。また、横隔膜の一部として筋膜を含める文献もある。実際には、2つの用語はしばしば同じ意味で使用される。

## 構造
通常、恥骨尾骨筋、恥骨直腸筋、腸骨尾骨筋の三つの部分で構成される左右の肛門挙筋は、尿道、膣、肛門管が貫通する狭い隙間で隔てられて、骨盤底にほぼ水平に横たわっている。肛門挙筋の主要部分である恥骨尾骨筋は、恥骨の体から尾骨に向かって後方に走っており、出生時に損傷する可能性がある。一部の繊維は、前立腺、尿道、膣で終止する。左右の恥骨直腸筋は、肛門直腸接合部の後ろで結合して、筋肉索を形成する。これらを外肛門括約筋の一部と見なす人もいる。肛門挙筋の最も後方の部分である腸骨尾骨筋は、しばしば発達が不十分である。
肛門挙筋の後ろに位置し、しばしば筋肉と同じくらい腱が多い尾骨筋は、坐骨棘から仙骨と尾骨の外側縁まで伸びている。
骨盤底は骨盤腔の下縁であり、会陰の上縁である。
後方では、骨盤底は肛門三角まで伸びている。
骨盤底には、尿道と膣が通過する前部の泌尿生殖器裂孔と肛門管が通過する後部の直腸裂孔の2つの裂孔がある 。

## 機能
骨盤底は、膀胱、腸、（女性の）子宮などの骨盤内の内臓のサポートの提供と尿道括約筋や肛門括約筋の一環として排便排尿の制御で重要である。それは、提示部分の下降に抵抗することによって出産を容易にし、胎児を前方に回転させて骨盤帯をナビゲートする。最適な腹腔内圧を維持するのに役立つ 。

## 臨床的な意義
骨盤底は、以下の結果をもたらす可能性のある臨床的に関連する変化の影響を受ける。
- 前膣壁脱出
  - 膀胱瘤（膀胱から膣へ） [3]
  - Urethrocele （膣内、尿道）
  - Cystourethrocele（膀胱と尿道の両方）
- 後膣壁脱出
  - 腸管（小腸から膣へ）
  - 直腸瘤（直腸から膣へ）
- 頂端膣脱
  - 子宮脱（子宮から膣へ）
  - 膣円蓋脱出症（膣の屋根）-子宮摘出後

骨盤底の損傷は、尿失禁の一因となるだけでなく、骨盤臓器脱につながる可能性がある。骨盤臓器脱は、女性の骨盤臓器（膣、膀胱、直腸、子宮など）が膣の内外に突き出たときに発生する。骨盤臓器脱の原因は、尿失禁の一因となるものと同じである。これらには、不適切な（非対称、過剰、不十分な）筋緊張および骨盤への外傷によって引き起こされる非対称性が含まれる。年齢、妊娠、家族歴、およびホルモン状態はすべて、骨盤臓器脱の発症に関係する。膣は、コラーゲン、エラスチン、および平滑筋を含むアタッチメントを介した会陰、骨盤側壁、および仙骨へのアタッチメントによって吊り下げられている。骨盤底筋を修復するために手術を行うことがある。骨盤底筋は、ケーゲル体操で強化することができる。 
後部骨盤底の障害には、直腸脱、直腸瘤、会陰ヘルニア、およびアニズムを含む多くの機能障害が含まれる。これらの障害のいずれかによる便秘は「機能性便秘」と呼ばれ、臨床診断基準によって識別できる 。
ケーゲル体操としても知られる骨盤底運動（PFE）は、骨盤底筋の緊張と機能を改善する可能性がある。これは、腹圧性尿失禁を経験する女性（およびあまり一般的ではないが男性）にとって特に有益である 。ただし、PFEプログラムへの準拠は不十分であることが多く、  PFEは一般に、バイオフィードバックと訓練を受けた監督を行わない限り、尿失禁には効果がなく 、重症の場合は効果がない可能性がある。骨盤底筋緊張は、膣内の圧力を測定するペリノメーターを使用して推定することができる 。また、失禁を改善するために薬を使用する場合がある。重症の場合、骨盤底を修復したり、再建したりするために手術が行われることがある。
ペリネオロジーは、骨盤底の3つの軸（泌尿器科、婦人科、および結腸直腸科）の機能的な問題を扱う専門分野である 。

## 追加の画像

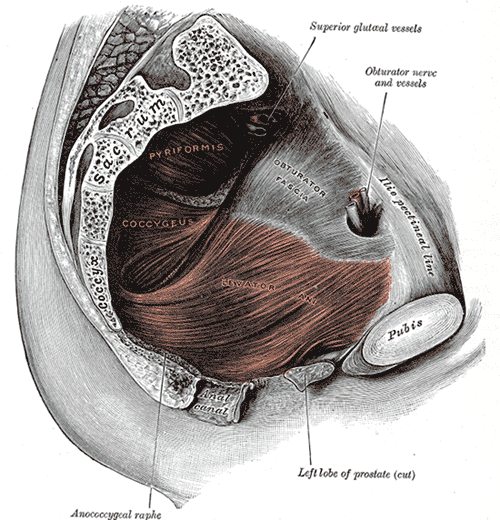
The pelvic floor muscles span the bottom of the pelvis. This image shows the left levator ani from within.
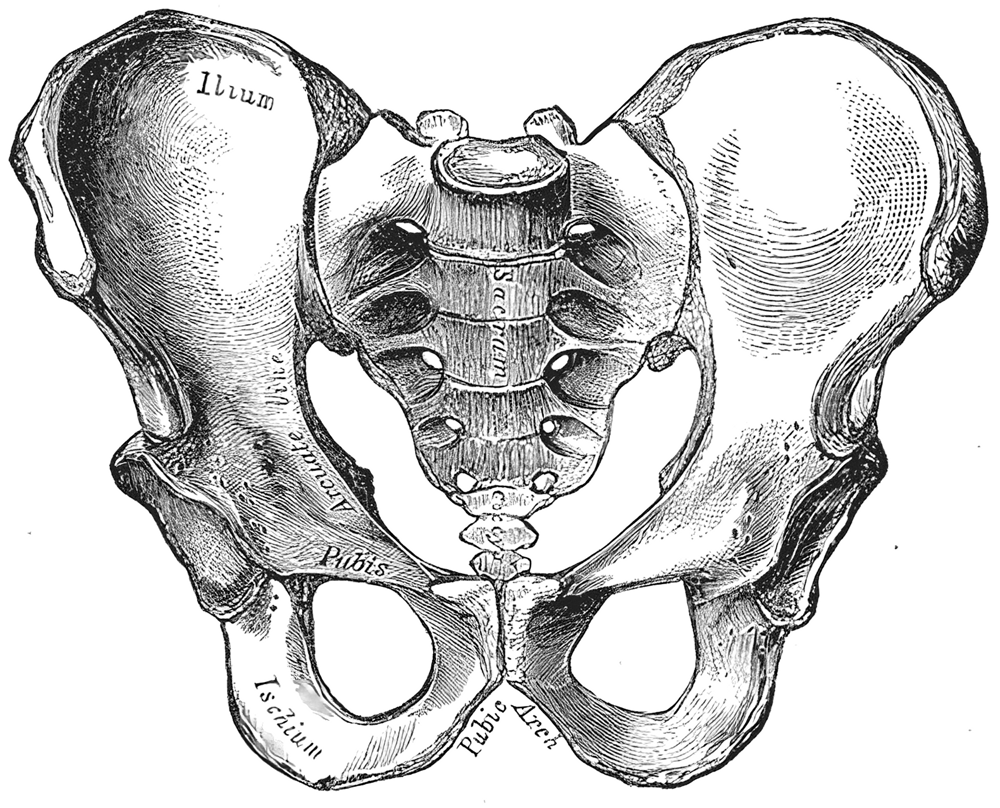
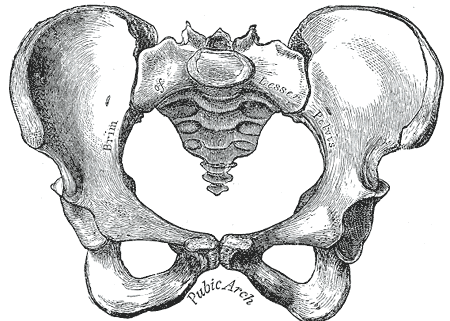